# Ровенський Дмитро Олександрович
Дмитро́ Олекса́ндрович Ро́венський (нар. 26 квітня 1976, м. Кам'янське, Дніпропетровська область, Українська РСР — 29 серпня 2014, с. Новокатеринівка, Старобешівський район, Донецька область, Україна) — український військовослужбовець, сержант Збройних сил України. Загинув під час російсько-української війни.

## Життєпис
Дмитро Ровенський народився 1976 року у м. Кам'янське (колишній Дніпродзержинськ). Батько Дмитра покинув його одразу після народження. Коли хлопцю було 3 роки, мати завезла його до дідуся і бабусі, а сама жила своїм життям. Познайомився з майбутньою дружиною Оленою в своєму місті. Олена тоді працювала поваром, Дмитро — монтажником. Жили після весілля спершу в Олениних батьків, потім — у дідуся і бабусі Дмитра, а згодом — придбали власне житло. Захоплювався фотографуванням, згодом хобі стало його роботою. Дмитро часто їздив на заробітки, де виконував різноманітні зйомки.
З початком російської збройної агресії проти України, Дмитро як тільки завершив черговий проєкт в РФ (працював агентом з нерухомості), повернувся в Україну й пішов до військкомату, 20 червня 2014-го прибув до військової частини. Вже звідти зателефонував до дружини.
Сержант, водій-електрик радіостанції польового зв'язку 93-ї окремої механізованої бригади. Побував вдома у 3-денній відпустці.
29 серпня 2014 року загинув при виході з «Іловайського котла» поблизу села Новокатеринівка Старобешівського району. Під час обстрілу колони в автомобіль, у якому їхав Дмитро, поцілив снаряд, загинули всі, хто був поряд із місцем вибуху. 2 вересня тіло воїна разом з тілами 87 інших полеглих привезли до запорізького моргу. Родина дізналася про смерть Дмитра 4 вересня. Упізнали бойові побратими й родичі.
6 вересня Дмитра поховали на Алеї Слави військового цвинтаря мкр Соцмісто в Кам'янському. Залишилася дружина Олена Володимирівна та двоє синів, Ростислав 1998 р.н і Ярослав 2010 р.н. Син Ростислав згодом закінчив навчання у металургійному коледжі.

## Нагороди та вшанування
- 14 листопада 2014 року, за особисту мужність і героїзм, виявлені у захисті державного суверенітету та територіальної цілісності України, вірність військовій присязі, відзначений — нагороджений орденом «За мужність» III ступеня (посмертно).
- Нагороджений пам'ятною відзнакою міського голови — нагрудним знаком «Захисник України» (посмертно, розпорядження № 373-р від 11.10.2016).
- Його портрет розміщений на меморіалі «Стіна пам'яті полеглих за Україну» у Києві: секція 3, ряд 8, місце 32
- Вшановується 29 серпня на щоденному ранковому церемоніалі вшанування українських захисників, які загинули цього дня у різні роки внаслідок російської збройної агресії[1]